# 오카와 미술관
오카와 미술관(大川美術館 오카와비주쓰칸[*])은 일본 군마현 기류시에 있는 미술관이다.